# Adolf Voegeli
Adolf Voegeli (* 3. Oktober 1898 in Bülach; † 2. Februar 1993 in Pully) war ein Schweizer klassischer Homöopath und Fachbuchautor.

## Leben

### Medizin
Voegeli, Sohn eines Glasfabrikanten, studierte Medizin in der Schweiz, in Italien, Frankreich, Österreich und Deutschland. Er war zuerst als Gebirgsarzt tätig. Es folgte eine Fortbildung zum Radiologen. In Zürich war er in eigener Praxis als Facharzt tätig. Die Zürcher Universität bot ihm eine Professur an, die er nicht annahm. Nachdem seine Erwartungen an die Röntgentechnik keine Erfüllung fanden, gab er seine Röntgenpraxis nach 10 Jahren auf.

### Homöopathie
Mit Anfang 40 stiess Voegeli auf der Suche nach anderen Methoden auf die Homöopathie. Es folgte eine Ausbildung in Frankreich und England. Er ging in die Lehre des Schweizer Homöopathen Jost Künzli von Fimmelsberg. Voegeli praktizierte als Homöopath in Pully.

## Leistungen
Adolf Voegeli trug durch seine Lehrtätigkeit und seine Schriften zur Verbreitung des homöopathischen Wissens in der Schweiz und Deutschland im 20. Jahrhundert bei. Er hinterliess ein umfangreiches Werk als Autor. Mit Heilkunst in neuer Sicht wurde er in Deutschland in Fachkreisen bekannt.
Am Ende dieses Werkes stellt er in 33 Punkten die Grundgesetze der Heilkunst (gemeint ist die Homöopathie) dar. Hier heisst es „… Indem wir uns den Prinzipien der Homöopathie unterwerfen, schützen wir nicht nur das einzelne Individuum vor der ständigen Wiederkehr von Krankheitsmanifestationen und vor allmählich immer schwererem Siechtum, sondern wir verbessern durch Heilung eingefleischter Erbschäden auch gleichzeitig das menschliche Erbgut, was wir neben dem ärztlichen Dienst am einzelnen Kranken als eines der höchsten Ziele der ärztlichen Kunst betrachten müssen.“
Bisher weniger bekannt geblieben sind Voegelis nichtmedizinische Werke. Nach einer mehrmonatigen erlebnisreichen Reise durch die Sowjetunion erschienen „Soviet-Russland. Städte, Steppen, Berge und Menschen. Reisebuch eines Unabhängigen“ (1936) sowie „Ein Bergsteigerleben“ (1945) und „Der Weg zur wahren Liebe und Ehe“ (1950).

## Werke (Auswahl)
- Soviet-Russland. Städte, Steppen, Berge und Menschen. Reisebuch eines Unabhängigen. Bern, Hans Huber, 1936.
- Heilkunst in neuer Sicht, ein Praxisbuch. Karl F. Haug Verlag, Ulm 1955. Neuausgabe (7. Auflage): Haug Verlag, Heidelberg 1991, ISBN 3-7760-0396-0.
- Leit- und wahlanzeigende Symptome der Homöopathie. Karl F. Haug Verlag, Heidelberg 1984. Neuausgabe (6. überarbeitete Auflage): Haug Verlag, Stuttgart 2004, ISBN 3-8304-7196-3.
- Homöopathie der Kinderkrankheiten. Karl F. Haug Verlag Ulm 1964. Neuausgabe (9. aktualisierte Auflage): Haug Verlag Stuttgart 2009, ISBN 978-3-8304-7296-4.